# Dale Soules
Dale Soules (née le 2 octobre 1946) est une actrice américaine connue pour ses rôles dans The Messenger et Sesame Street, ainsi que pour son rôle de Frieda Berlin dans Orange Is The New Black.

## Enfance et éducation
Soules naît le 2 octobre 1946 dans le New Jersey. Elle grandit à West Milford, où elle va au lycée. Au lycée, elle décide de devenir actrice et part étudier au HB Studio.

## Carrière
Soules emménage à New York au milieu des années 1960 pour commencer sa carrière d'actrice et commence par travailler dans un cinéma. En 1968, elle obtient son premier rôle à Broadway, le rôle de Jeanie dans Hair.
Elle continue ensuite à se produire sur scène, en particulier en jouant dans les pièces comme The Magic Show, Hands on a Hard Body, Grey Gardens et The Crucible pendant quatre ans.
Elle rejoint le casting de la série Orange Is The New Black pour la deuxième saison et devient actrice récurrente pendant la sixième saison de la série.

## Filmographie

### Télévision
- 1981 : American Playhouse, Frances
- 2005 : New York, police judiciaire (saison 16, épisode 1) : Agatha Jacobs
- 2005 : New York, section criminelle (saison 4, épisode 13) : Mysty
- 2007 : American Masters, Mrs. Wainwright
- 2010 : How To Make It in America, Doris
- 2010 : Big Lake, Shelley
- 2013 : Unforgettable, Alma Delaney
- 2017 : At Home with Amy Sedaris, Delta Mung
- 2014 - 2019 : Orange Is the New Black : Frieda Berlin(63 épisodes)
- 2024 : Skeleton Crew : Chaelt

### Cinéma
- 1971 : Prism, Eva
- 1988 : Blood Orgy of the Leather Girls, enseignante
- 1997 : Love God, Connie
- 2006 : Diggers, la serveuse Silly Lilly
- 2009 : The Messenger, la caissière
- 2009 : Maman, mode d'emploi, Hester
- 2012 : Watching TV with the Red Chinese, femme aux sacs
- 2016 : AWOL, Ruthie
- 2017 : Aardvark, Lucille
- 2018 : Come As You Are, grand-mère
- 2018 : My Love Affair with Marriage, voix de l'employée
- 2023 : She Came to Me de Rebecca Miller

## Vie privée
Soules est homosexuelle.